# Angelina Topić
Angelina Topić, född 26 juli 2005, är en serbisk friidrottare som tävlar i höjdhopp.

## Karriär
Vid europamästerskapen i friidrott 2022 tog hon brons i höjdhopp. Vid Ungdomseuropamästerskapen i friidrott 2022 och Junioreuropamästerskapen i friidrott 2023 tog hon guld i samma disciplin.